# کرتیس له‌می
کورتیس له‌می (انگلیسی: Curtis LeMay؛ زاده ۱۵ نوامبر ۱۹۰۶ – درگذشته ۱ اکتبر ۱۹۹۰) ژنرال نیروی هوایی ایالات متحده آمریکا بود، که در فاصله سال‌های ۱۹۶۱ تا ۱۹۶۵ به‌عنوان پنجمین رئیس ستاد نیروی هوایی فعالیت می‌کرد.
له‌می فعالیت نظامی را از سال ۱۹۲۹ در سپاه هوایی نیروی زمینی ایالات متحده آغاز کرد. وی از ۱۹۴۲ تا ۱۹۴۳ فرمانده گروه ۳۰۵ بمباران و از ۱۹۴۳ تا ۱۹۴۴ فرمانده لشکر ۳ هوایی بود، از ۱۹۴۴ تا ۱۹۴۸ به عنوان فرمانده نیروهای هوایی ایالات متحده آمریکا در اروپا و آفریقا فعالیت می‌کرد، در فاصله سال‌های ۱۹۴۸ تا ۱۹۵۷ فرماندهی هوایی استراتژیک را برعهده داشت و از ۱۹۵۷ تا ۱۹۶۱ جانشین رئیس ستاد نیروی هوایی آمریکا بود.
او برنامه‌ریزی و اجرای حملات هوایی به ژاپن را برعهده داشت، همچنین از فرماندهان کلیدی ارتش آمریکا در طول جنگ سرد بود.

## زندگی‌نامه
له‌می در سال ۱۹۲۹، هنگام تحصیل در رشته مهندسی عمران در دانشگاه ایالتی اوهایو، به سپاه هوایی نیروی زمینی ایالات متحده، که پیش از نیروی هوایی ایالات متحده تشکیل شده بود، پیوست. او در زمان حمله ژاپن به پرل هاربر در دسامبر ۱۹۴۱ و ورود ایالات متحده به جنگ جهانی دوم، به درجه سرگردی رسیده بود. وی از اکتبر ۱۹۴۲ تا سپتامبر ۱۹۴۳ فرماندهی گروه ۳۰۵ بمباران و لشکر هوایی سوم را در جبهه اروپایی جنگ جهانی دوم تا اوت ۱۹۴۴ بر عهده داشت، زمانی که به جبهه چین، برمه و هند منتقل شد. سپس او فرماندهی عملیات بمباران استراتژیک علیه ژاپن، برنامه‌ریزی و اجرای یک کمپین گسترده بمباران آتشین علیه شهرهای ژاپن و عملیات گرسنگی، یک کمپین مین‌گذاری فلج‌کننده در آبراه‌های داخلی ژاپن، را برعهده گرفت.
پس از جنگ، او به فرماندهی نیروی هوایی ایالات متحده در اروپا منصوب شد و هماهنگی پل هوایی برلین را بر عهده گرفت. وی از سال ۱۹۴۸ تا ۱۹۵۷ به عنوان فرمانده ستاد فرماندهی هوایی استراتژیک خدمت کرد، جایی که ریاست انتقال به یک نیروی تمام جت را بر عهده داشت که تأکید زیادی بر تحویل سلاح‌های هسته‌ای در صورت جنگ داشت. او به عنوان رئیس ستاد نیروی هوایی، در طول بحران موشکی کوبا خواستار بمباران سایت‌های موشکی کوبا شد و در طول جنگ ویتنام به دنبال یک کمپین بمباران پایدار علیه ویتنام شمالی بود.
پس از بازنشستگی از نیروی هوایی در سال ۱۹۶۵، له‌می موافقت کرد که به عنوان معاون جورج والاس، فرماندار طرفدار جدایی آلاباما، در لیست حزب راست افراطی مستقل آمریکا در انتخابات ریاست جمهوری ۱۹۶۸ ایالات متحده فعالیت کند. این لیست ۴۶ رأی انتخاباتی، ۵ ایالت و ۱۳٫۵٪ از آرای عمومی را به دست آورد که برای یک کمپین شخص ثالث رقم بالایی است، اما کمپین والاس، له‌می را به دلیل موضع بحث‌برانگیزش در ترویج استفاده از سلاح‌های هسته‌ای، یک نقطه ضعف می‌دانست. پس از انتخابات، له‌می بازنشسته شد و در سال ۱۹۹۰ در سن ۸۳ سالگی درگذشت.